# كنيسة رئيس الملائكة ميخائيل (كامينولومني)
كنيسة الملاك مايكل (بالروسية: Церковь Михаила Архангела)، هي كنيسة روسية أرثوذكسية تقع في مدينة كامينولومني ذات النمط المدني، منطقة أوكتيابرسكي، روستوف أوبلاست، روسيا، تم تشييدها سنة 1950.

## تاريخ
بالقرب من ماكسيموفسكي خوتور (الاسم القديم لمستوطنة كامينولومني)، تأسست مزرعة نوفوغروشيفسكي في نهاية القرن التاسع عشر، التي كانت مأهولة من قبل الأسر القوقازية من قرية كريفيانسكايا.
بعد فترة من الوقت، تم بناء كنيسة ومدرسة الرعية. خلال الحرب العالمية الثانية، تم تدمير هذه الكنيسة، لذلك تم تنفيذ الخدمات الدينية في منزل، الذي سريعا ما تم تحويله إلى دار للأيتام.
خلال عقد 1980، أعيد بناء الكنيسة، ووضعت جدرانها من الطوب الأحمر.
في عام 1992، تم إدراج الكنيسة رسميا ضمن التراث الثقافي الروسي.